# Drempelwaarde (economie)
De drempelwaarde is het minimumaantal klanten dat een bedrijf nodig heeft om rendabel te zijn. Deze waarde verschilt per bedrijf en houdt tevens verband met het verzorgingsgebied daarvan. De term wordt dan ook zowel in de economie als geografie gebruikt. Als het draagvlak groter wordt ( het aantal potentiële klanten )wordt de drempelwaarde makkelijker gehaald en maakt het bedrijf veel winst. Als de drempelwaarde niet gehaald wordt zal een bedrijf snel failliet gaan.  
De drempelwaarde van een bakkerij ligt over het algemeen lager dan die van een supermarkt. Dat heeft te maken met het feit dat een bakkerij minder klanten nodig heeft om de kosten te dekken, waarmee het sneller rendabel is dan een supermarkt.
Veel Nederlandse dorpen en gehuchten kampen met het vertrek van voorzieningen naar grotere plaatsen, wat het gevolg is van een te hoge drempelwaarde, die met het geringe aantal inwoners niet bereikt kan worden.